# Gradac (kanton zachodniohercegowiński)
Gradac – wieś w Bośni i Hercegowinie, w Federacji Bośni i Hercegowiny, w kantonie zachodniohercegowińskim, w gminie Posušje. W 2013 roku liczyła 801 mieszkańców, z czego większość stanowili Chorwaci.